# Clathrozoella drygalskii
Clathrozoella drygalskii is een hydroïdpoliep uit de familie Clathrozoellidae. De poliep komt uit het geslacht Clathrozoella. Clathrozoella drygalskii werd in 1910 voor het eerst wetenschappelijk beschreven door Vanhöffen. 